# René Quinton
René Quinton (15. prosince 1866 Chaumes-en-Brie – 9. července 1925 Grasse) byl francouzský fyziolog a průkopník letectví.

## Medicína
Na konci 19. století, Quinton pracoval s Étienne-Jules Marey, členem akademie medicíny a předsedy Akademie věd.
Quinton pracoval jako asistent v Laboratoři patologické fyziologie na Collège de France.
Studoval teploty a koncentrace soli mezi druhy. Quinton zjistil, že oceánská voda je velmi podobná lidské krvi a využíval ji na orální a injekční použití při léčení chorob a nemocí. Mořskou vodu čerpal v planktonových oblastech, kde díky působení fotosyntézy a planktonu dochází k přeměně anorganických látek na využitelnou formu a voda je zde čistší a bohatší na živiny. Vynalezl patentovanou metodu studené mikrofiltrace a přesného ředění jinak hypertonické tekutiny na isotonickou, která má stejnou koncentraci jako vnitřní prostředí organismu. Tuto tekutinu nazval mořská plazma a je vyráběna a distribuována po celém světě pod značkou Quinton.  Zjistil, že její účinky mají pozitivní vliv na lidské zdraví a díky minerálům, které přirozeně mořská voda obsahuje navrací organismus do přirozeného stavu. Vynalezl speciální způsob úpravy mořské vody, tak aby byla bakteriologicky čistá, ale aby nebyla poškozena tepelnou sterilizací.

## Letectví
Jeho práce byla významná ve vývoji letectví. Quinton spoluzaložil Aero-club de France. V roce 1908 s Ferdinandem Ferberem založil první školu pro piloty na světě s názvem Ligue Nationale aérienne. Quinton spolupracoval s Paulem Doumerem, André Michelinem and Paulem Painlevé. Quinton byl členem pařížské skupiny literárních osobností s názvem „čtyřicet pět“, která udělovala ocenění za úspěchy v literatuře, vědě a umění. V květnu 1908 Ferber na Quintonův návrh oslovil tuto skupinu a poté co přijal bouřlivé ovace pro jeho úspěchy v letectví, byl Quinton inspirován k udělení ceny 10 000 franků prvnímu člověku, který dokázal létat po dobu 5 minut při zastaveném motoru a bez ztráty více než 50 metrů nadmořské výšky.